# چیلشنگتسا
چیلشنگتسا (به لهستانی:  Cieleśnica) یک منطقهٔ مسکونی در لهستان است که در گمینا روکیتنو واقع شده‌است.